# Игнатий Литицки
Игнатий (на гръцки: Ιγνάτιος, Игнатиос) е гръцки духовник, архиепископ на Вселенската патриаршия.

## Биография
Роден е в 1741 година във Вати, Самос. Става монах в манастира „Света Зона“ на Самос. Служи като архидякон на Ефеската епархия. През април 1788 година е избран и по-късно ръкоположен за литицки архиепископ. През октомври 1795 година той подава оставка, тъй като провинцията му изчезва, както той самият пише в 1790 година Литица е унищожена от кърджалии. Завръща се на Самос, където умира около 1812 година.